# 15577 Ґівільямс
15577 Ґівільямс (15577 Gywilliams) — астероїд головного поясу, відкритий 5 квітня 2000 року.
Тіссеранів параметр щодо Юпітера — 3,641.